# Ark-La-Tex

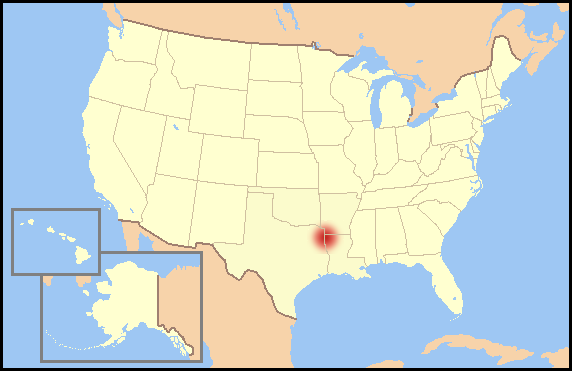
Ark-La-Tex mostrado em vermelho no mapa dos Estados Unidos

Ark-La-Tex,Arklatex ou ArkLaTex é uma região sócio-econômica dos EUA, na fronteira entre os estados de Arkansas, Louisiana, Texas e Oklahoma. Algumas fontes dão o nome à região de Arklatexoma. A região é centrada na Região metropolitana de Shreveport-Bossier City, no Norte da Louisiana, embora que Marshall no Nordeste do Texas, Natchitoches (Louisiana), e Texarkana (Texas) e Texarkana (Arkansas) possuem um certo grau de autonomia. 

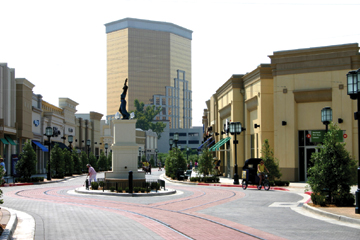
Bossier City, Louisiana

Shreveport, juntamente com Bossier City, formas a grande aglomeração de Ark-La-Tex

## Cidades

### Arkansas
- Arkadelphia
- Ashdown
- Camden
- Delight
- De Queen
- El Dorado
- Fouke
- Glenwood
- Hope
- Magnolia
- Mena
- Murfreesboro
- Nashville
- Stamps
- Texarkana

### Louisiana
- Benton
- Bernice
- Blanchard
- Bossier City
- Greenwood
- Hosston
- Mansfield
- Many
- Minden
- Mooringsport
- Natchitoches
- Plain Dealing
- Pleasant Hill
- Ruston
- Sarepta
- Shongaloo
- Shreveport
- Springhill
- Vivian
- Zwolle

### Oklahoma
- Antlers
- Broken Bow
- Haworth
- Hugo
- Idabel

### Texas
- Atlanta
- Athens
- Bonham
- Carthage
- Clarksville
- Crockett
- Daingerfield
- De Kalb
- Gilmer
- Hallsville
- Henderson
- Hooks
- Jacksonville
- Jefferson
- Kilgore
- Longview
- Lufkin
- Marshall
- Mount Pleasant
- Mount Vernon
- Nacogdoches
- Naples
- New Boston
- New London
- Omaha
- Paris
- Pittsburg
- Scottsville
- Sulphur Springs
- Tatum
- Texarkana
- Tyler
- Waskom

## Pessoas Famosas
- Trace Adkins
- Maya Angelou
- Terry Bradshaw
- Earl Campbell
- Glen Campbell
- William Childrees
- Van Cliburn
- Bill Clinton
- Jonnie L. Cochran
- David Crowder
- Clint Dempsey
- James L. Farmer
- George Foreman
- Letfy Frizzell
- John Wesley Hardin
- James Pinckney Henderson
- Don Henley
- Jim Hogg
- Mike Huckabee
- Lamar Hunt
- Alphonso Jackson
- Lady Bird Johnson
- Scott Joplin
- Freddy King
- Alan Ladd
- Joe R. Landsdale
- Tracy Lawrence
- Huddy Ladbetter
- Jared Leto
- Shannon Leto
- Jeff Mangum
- Matthew McConaughey
- Neal McCoy
- Don Meredith
- Craig Monroe
- Bill Moyers
- Ross Perot
- Jim Reeves
- Tex Ritter
- Eddie Robinson
- Billy Sims
- Kenny Wayne Shepherd
- Hal Sutton
- B. J. Thomas
- Billy Bob Thornton
- David Toms
- Jeremiah Trotter
- Walter Prescott Webb
- Forrest Whitaker
- Hank Williams, Jr.
- Lee Ann Womack